# Paul Alverdes
Paul Alverdes (Strasburgo, 6 maggio 1897 – Monaco di Baviera, 28 febbraio 1979) è stato uno scrittore tedesco.

## Biografia
Fu volontario nell'esercito tedesco durante la prima guerra mondiale e restò profondamente segnato dalla terribile esperienza, tanto che divenne un grande pacifista e sostenitore della fratellanza universale.

## Opere
- Die Nördlichen (1922)
- Die Pfeiferstube  (1929)
- Reinhold oder die Verwandelten
- Die Freiwilligen (1934)
- Das Winterlager
- Eine Infanterie – Division bricht durch
- Deutsches Andenkenbuch
- Das Zwiegesicht
- Dank und Dienst. Reden und Aufsätze
- Märchen (Das Männlein Mittenzwei) (1937)
- Grimmbarts Haus (1949)
- Legende vom Christ-Esel (1953)
- Wenig Träum Pferde (1958)